# Strandhaven Station
|  | Fremtidig bygning Denne artikel omhandler en bygning, der er under opførelse. Det er derfor muligt, at indholdet er af spekulativ natur, og ligeledes, at indholdet kan ændre sig markant efterhånden som flere oplysninger bliver tilgængelige. |

Strandhaven Station er en kommende letbanestation på Hovedstadens Letbane i Vallensbæk Kommune. Den kommer til at ligge på Søndre Ringvej, nordfor hvor den udflettes fra Vallensbæk Strandvej. Nærmere betegnet kommer den til at ligge på den vestlige side af Søndre Ringvej, lige syd for krydset med Vejlegårdsvej ved linje 300Ss nuværende stoppested. I selve krydset kommer letbanen til at skrå over vejen, før den fortsætter videre mod nord på den østlige side af Søndre Ringvej. Stationen som sådan kommer til at bestå af to spor med hver sin perron og med afgang via fodgængerovergangen i krydset. Stationen forventes at åbne sammen med den første del af letbanen i efteråret 2025.
Øst for stationen ligger et større villakvarter, mens der vest for stationen ligger et område med etagebyggeri (Strandhaven), efter hvilket stationen er opkaldt.